# Delphinium mastujensis
Delphinium mastujensis är en ranunkelväxtart som beskrevs av R.A. Qureshi och M.N. Chaudhri. Delphinium mastujensis ingår i släktet storriddarsporrar, och familjen ranunkelväxter. Inga underarter finns listade i Catalogue of Life.